# (33108) 1997 YJ18
1997 YJ18 (asteroide 33108) é um asteroide da cintura principal. Possui uma excentricidade de 0.04128800 e uma inclinação de 1.79435º.
Este asteroide foi descoberto no dia 21 de dezembro de 1997 por Beijing Schmidt CCD Asteroid Program em Xinglong.